# Mással beszélnek
A Mással beszélnek 1971-ben bemutatott magyar tárgyanimációs rövidfilm, amelynek Jankovics Marcell egyetlen tárgyanimációs filmje. A forgatókönyvét Jankovics Marcell és Nepp József közösen írták. A film a „lehallgatott telefonok” korának gúnyos karikatúrája. 1972-ben a Miskolci Rövidfilm Fesztiválon elnyerte az Egyetem díját.

## Rövid történet
Telefonkagylók a "szereplői" a társas érintkezés hiányát, a magányosság érzését kifejező filmnek.

## Alkotók
- Rendezte: Jankovics Marcell[1][2]
- Írta: Jankovics Marcell, Nepp József[5]
- Operatőr: Kiss Lajos
- Hangmérnök: Bársony Péter
- Vágó: Czipauer János
- Főmunkatárs: Gattyán György
- Munkatársak: Benedek László, Dreilinger Zsuzsa, Lambig Antal, Márta Mihály, Sánta Béla
- Színes technika: Boross Géza, Dobrányi Géza
- Gyártásvezető: Bártfai Miklós

Készítette a Pannónia Filmstúdió.